# Horace Davey
Horace Davey (30 août 1833-20 février 1907) est un juge anglais et homme politique libéral.

## Biographie
Davey est le fils de Peter Davey, de Horton, Buckinghamshire et de Caroline Emma Pace, et est né à Camberwell, Surrey. Il fait ses études à Rugby et à l'University College d'Oxford, où il s'inscrit le 20 mars 1852 . Il étudie les mathématiques et le droit à Eldon (1859) et est élu membre de son collège (1856-1867).
Après avoir obtenu un BA (1856) et une MA (1859), Davey décide de faire carrière dans le droit. Il est admis au Lincoln's Inn le 19 janvier 1857. Le 26 janvier 1861, il est admis au barreau du Lincoln's Inn. Presque aussitôt qu'il commence à travailler comme journaliste juridique, il se marie l'été suivant, le 5 août 1862 avec Louisa Hawes Donkin à St George's, Camberwell. Elle est la fille de John Donkin d'Ormond House, Old Kent Road, un ingénieur civil.
Le succès de Davey en reportage juridique lui permet d'étudier dans les chambres de John Wickens, 8 New Square, Lincoln's Inn. En tant que plaideur d'équité et pupillage précoce, il devient avocat junior au Trésor, et à la chancellerie. Lorsque John Wickens est promu vice-chancelier de la division Chancellerie, il accompagne avec son ancien maître, en tant que secrétaire. Il continue dans le poste (1873-1874) lorsque le vice-chancelier Hall prend ses fonctions.
Sur la base de cette expérience, il est recommandé comme Conseil de la Reine le 23 juin 1875. Il choisit de rejoindre la cour de Sir George Jessel, comparaissant souvent devant le redoutable Joseph Chitty. Rapidement transféré à la Chambre des Lords, Davey se fait rapidement une réputation d'argumentateur au barreau. Le vicomte Alverstone l'appelle "l'avocat le plus brillant". En tant qu'avocat, ses affaires bien connues sont : Speight c. Gaunt (1883), Learoyd c. Whiteley (1887), Derry c. Coup d'oeil (1889). Lord Haldane, lui-même, décrit Davey comme « le meilleur avocat sur les points de droit purs. . ." . 
En 1880, il est élu au Parlement comme libéral pour Christchurch, mais perd son siège en 1885 . Au retour de Gladstone au pouvoir en 1886, il est nommé solliciteur général et fait chevalier, mais n'a pas de siège à la Chambre des communes, étant battu à la fois à Ipswich et à Stockport en 1886. En 1888, il trouve un siège à Stockton-on-Tees, mais est battu dans cette circonscription en 1892  .
Davey est avocat permanent de l'Université d'Oxford et avocat principal des Charity Commissioners, et est engagé dans tous les procès importants de la chancellerie de son époque. Parmi les principaux arrêts dans lesquels il joue un rôle important figurent ceux de The Mogul Steamship Company v. M'Gregor, Gow & Co., 1892, Boswell c. Coaks, 1884, Erlanger c. New Sombrero Company, 1878, et Ooregum Gold Mines Company c. Roper, 1892 ; il est avocat des promoteurs dans le procès d'Edward King, évêque de Lincoln, et avocat principal dans l'affaire de pairie de Berkeley. En 1893, il est élevé à la magistrature en tant que lord juge d'appel et, le 18 août de l'année suivante, est nommé lord d'appel ordinaire et pair à vie  avec le titre de baron Davey, de Fernhurst dans le comté de Sussex. La grande connaissance juridique de Lord Davey se manifeste dans ses jugements tout autant qu'à la barre. Dans la législation, il est un ardent promoteur de la loi adoptée en 1906 pour la vérification des jeux d'argent.
Ayant quitté le parlement pour la dernière fois, Davey est nommé conseiller au Lincoln's Inn, après avoir été promu à la Cour d'appel le 23 septembre 1893. Le 23 novembre, il est admis au Conseil privé. Le 13 août 1894, Davey est nommé Lord of Appeal in Ordinary.
En 1905, Davey approche le chef libéral Henry Campbell-Bannerman pour devenir Lord Chancelier dans le nouveau gouvernement, mais c'est Lord Loreburn qui est nommé. 
Davey est conseiller juridique de l'Université d'Oxford, de 1877 à 1893. Il est nommé membre honoraire de l'University College d'Oxford en 1884 et DCL honorifique de l'Université d'Oxford en 1894. Le 24 janvier 1895, Davey est nommé membre de la Royal Society (FRS). En tant que trésorier de Lincoln's Inn, il dirige l'Inn of Court en 1897. En partie grâce à l'influence de son ami Richard Haldane, Lord Davey est nommé président de la Commission royale chargée de reconstituer les statuts de l'Université de Londres (1897-1898). Il est également membre de la British Academy à partir de 1905 .
Lord Davey épouse Louisa Donkin en 1862. Il meurt à Londres le 20 février 1907, au 86 Brook Street, Londres W1, d'une bronchite aiguë. Il est enterré à Forest Row, East Grinstead, trois jours plus tard .